# Барре, Абдирахман Джама
Абдирахман Джама Барре (англ. Abdirahman Jama Barre, сомал. Cabdiraxmaan Jaamac Barre, араб. عبد الرحمن جامع بري‎)  1937 год, Луг, Джубаленд, Итальянское Сомали — 15 августа 2017 года) — сомалийский государственный и политический деятель, министр иностранных дел Сомалийской Демократической Республики в 1977—1986 и в 1989—1990 годах, член Политбюро ЦК Сомалийской революционной социалистической партии с 1987 года.

## Биография
Абдирахман Джама Барре родился в 1937 году в городе Луг (Итальянское Сомали) в семье из клана марехан. Получил высшее образование в Падуанском университете в Италии. В 1955—1963 годах работал в Сомали учителем, затем директором школы. С 1963 года работал в министерстве иностранных дел независимой Сомалийской республики. В 1969 году был назначен исполняющим обязанности генерального директора, а в 1970 году генеральным директором министерства иностранных дел. С 1976 года — член Центрального комитета правящей Сомалийской революционной социалистической партии.

## Министр иностранных дел
30 июля 1977 года, в условиях резкого изменения внешнеполитического курса Сомали, Абдирахман Джама Барре занял пост министра иностранных дел Сомалийской Демократической Республики, сменив на этом посту президента страны генерала Мохамеда Сиада Барре. За несколько дней до этого Сомали начала войну с Эфиопией и вскоре разорвала тесные отношения с Советским Союзом. Абдирахману Джаме Барре пришлось в течение последующих лет заниматься поиском новых внешнеполитических партнёров и налаживанием новых межгосударственных связей. Особое внимание уделялось развитию традиционных связей с Италией и арабскими странами.
Джама Барре принадлежал к противостоявшему военной «конституционной фракции» генерала Мохамеда Али Саматара «президентскому клану», куда входили старшая жена и родственники президента из клана марехан.
Пробыв на посту больше десяти лет, Джама Барре в декабре 1987 года лишился своего поста и был заменён Мухаммедом Али Хамудом, но в результате межклановой борьбы в руководстве страны был включён в состав Политбюро ЦК СРСП, став там единственным гражданским лицом и единственным представителем «президентского клана» .
В 1987—1989 годах Абдирахман Джама Барре занимал пост министра финансов и национальных доходов Сомали, а в 1989 году вновь сменил Сиада Барре на посту министра иностранных дел. В феврале 1990 года его на этом посту сменил Ахмед Мухаммед Аден;.

### Зарубежные поездки
- Мозамбик — май 1977 года;
- Тунис — ноябрь 1977 года[6];
- Египет — февраль и март 1978 года;
- Италия — февраль и апрель 1978 года, а также другие страны[7];
- Египет — май 1979 года[8];
- Саудовская Аравия — февраль 1980 года;
- Италия — июль 1980 года;
- Турция — ноябрь 1980 года: подписало соглашение об экономическом, техническом и культурном сотрудничестве;
- Румыния — декабрь 1980 года: подписан договор об экономическом и техническом сотрудничестве[9];
- Италия и Франция — апрель 1981 года[10];
- Италия — август и сентябрь 1982 года;
- Австрия — октябрь 1982 года;
- Джибути — ноябрь 1982 года;
- Судан и страны Персидского залива — декабрь 1982 года[11];
- Италия — апрель 1983 года;
- Бельгия — май 1983 года[12];
- Соединённые Штаты Америки и Италия — февраль и июль 1984 года;
- Объединённые Арабские Эмираты — март 1984 года;
- Нигерия — апрель 1984 года;
- Австралия — август 1984 года;
- ФРГ — сентябрь 1984 года;
- КНР — декабрь 1984 года[13].

## Частная жизнь
Абдирахман Джама Барре был женат, имел восьмерых детей. Увлекался игрой в теннис.